# Argas tridentatus
Argas tridentatus är en fästingart som beskrevs av Filippova 1961. Argas tridentatus ingår i släktet Argas och familjen mjuka fästingar. Inga underarter finns listade i Catalogue of Life.